# Harley-Davidson KR
La Harley-Davidson KR ou KR750 est une moto de compétition construite par Harley-Davidson de 1952 à 1969 pour les courses de flat track. Son moteur a également été utilisé sur une version extrapolée pour les courses sur route, la KRTT. Dès sa présentation, la KR domina les courses de moto aux États-Unis. En 1970, elle fut remplacée par une moto à l'immense carrière qui remporta de nombreuses courses aux États-Unis, la XR-750.

## Courses en Classe C
Les courses de Classe C de l'American Motorcyclist Association (AMA) furent créées en 1933, en réponse à une faible participation en compétition et la baisse des ventes de motos au cours de la Grande Dépression due à la baisse des revenus disponibles des acheteurs. L'année précédente, Harley-Davidson fut la seule équipe d'usine en compétition et n'avait qu'un seul pilote, Joe Petrali, qui avait remporté tous les titres nationaux AMA en 1935, en grande partie en raison de l'absence de concurrence mais aussi grâce à son talent,. Avec le déclin du nombre de participants en championnat AMA, les deux principales usines, Harley-Davidson et Indian, eurent une influence majeure sur son organisation, ce qui leur permit de créer une catégorie de courses uniforme facilitant les inscriptions.
Contrairement aux nombreuses catégories incompatibles que l'on retrouvait en courses automobiles, la nouvelle catégorie utilisait les mêmes motos pour de nombreuses disciplines, y compris les courses sur route et les courses sur ovales sur un quart de mile (short track), un demi-mile et le mile, tout en laissant de côté les motos spécifiques utilisées pour les courses de hillclimbing et les motos en catégorie ouverte à cylindrée importante de 1 200 cm3 (74 ci) qui couraient en course TT (ou TT Steeple-chase).
Les règles de la catégorie C étaient conçues pour rendre les courses accessibles au grand public, et pas seulement aux équipes d'usines professionnelles bien financées,. Les règles d'homologation et l'inspection des motos furent ainsi faites pour s'assurer que des pilotes amateurs issus du public puissent acheter les mêmes motos que les équipes d'usine, ainsi que l'ensemble des pièces détachées du catalogue usine. La formule sur la cylindrée autorisait des moteurs à soupape latérale (ou flathead) d’une cylindrée maximale de 750 cm3 (45,8 ci), mais une « règle d’équivalence » limitait à 500 cm3 (31 ci) les moteurs à soupapes en tête. Techniquement plus avancés ces moteurs équipaient principalement les modèles concurrents d'importations, tous essentiellement britanniques. Depuis l’établissement de la classe C en 1938 jusqu’à la KR de 1952, Harley-Davidson s’appuya sur le modèle WLDR de 27 ch (20 kW). Vendue avec ses phares, ses gardes-boue et autres équipements, elle était destinée à être pilotée jusqu'à la piste par les pilotes amateurs, préparée sur place par le coureur pour prendre la piste et courir,.

## Développement

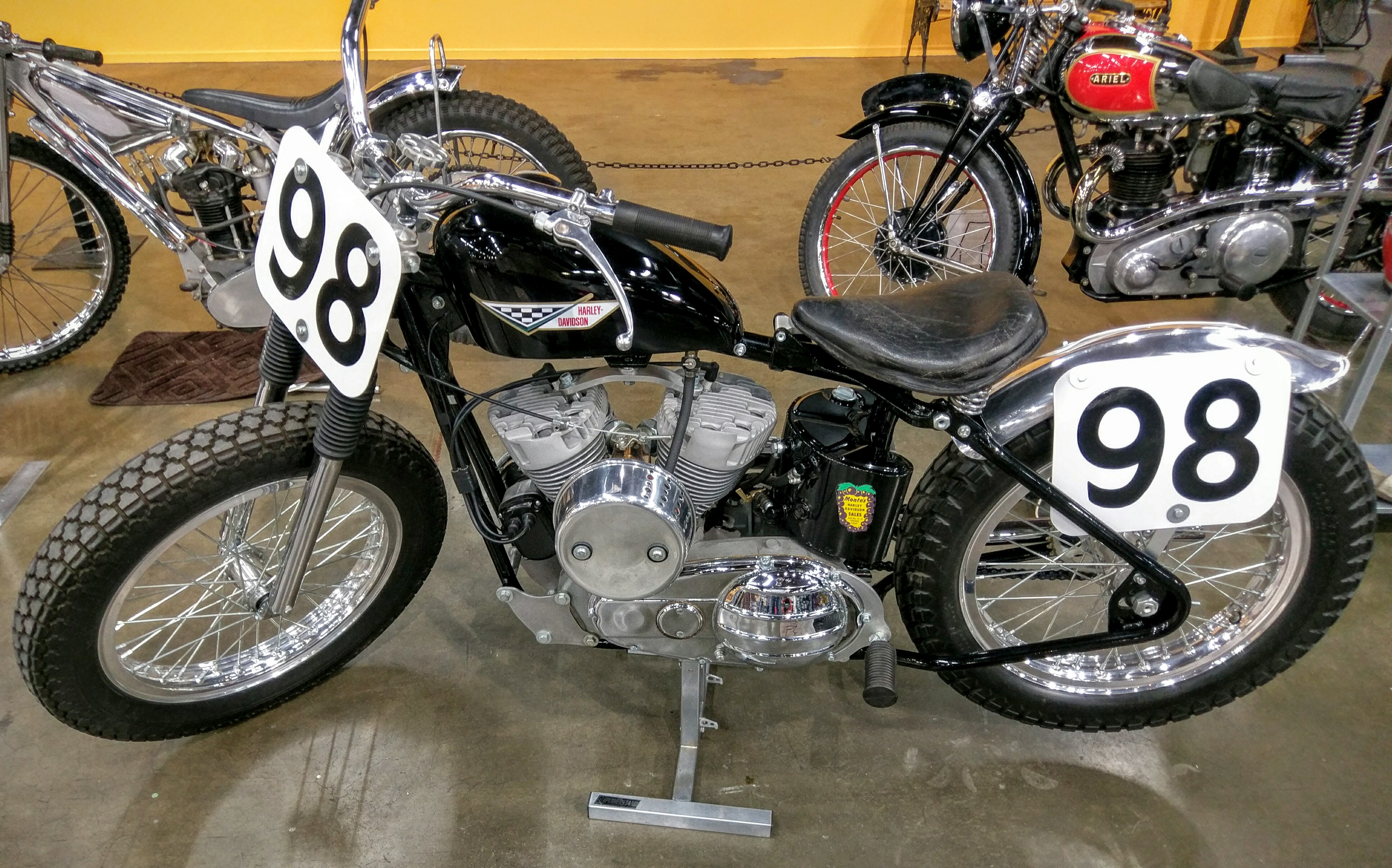
Harley-Davidson KR750 de 1957, exposée au Musée de l'Automobile de Californie.

Le développement du modèle K de 742 cm3 (45,33 ci) a commencé en 1950 en réponse à la concurrence accrue des marques britanniques Triumph, Norton et BSA. Celles-ci avaient pénétré le marché américain en plus grand nombre en raison de la réduction des droits d'importation après la Seconde Guerre mondiale et par le besoin du Royaume-Uni de stimuler ses exportations,. La technologie utilisée sur les motos européennes (incluant notamment une fourche avant hydraulique, un bras oscillant, une transmission quatre vitesses, une construction monobloc moteur-boite de vitesses et une commande d'embrayage manuelle plutôt qu'au pied) furent reprises sur les nouvelles K et KR. Parallèlement au modèle K de route, le racer KR fut développé pour concourir dans la Classe C.
L'écrivain et motard Kevin Cameron a décrit Harley-Davidson comme étant à cette époque « en dehors du courant dominant en matière de développement des moteurs en général, sans parler de ceux de compétition », notant par exemple que leur première utilisation de moteur à soupapes en tête (OHV) sur une moto de production arriva un an après la dernière victoire en course AMA TT d'un moteur à soupapes et arbre à cames en tête (OHC) devenant ainsi la seule technologie compétitive dans les courses TT par la suite. Les marques américaines Harley-Davidson et Indian préféraient les moteurs flathead, car les Américains parcouraient des distances beaucoup plus longues que les Européens, sur des routes beaucoup plus difficiles, avec un carburant à indice d'octane inférieur, et avaient davantage besoin d'un couple à faible régime que de la puissance plus élevée offerte par les moteurs OHV à plus haut régime. En outre, alors que la Ford T à bas prix dominait le marché américain des véhicules automobiles depuis la Première Guerre mondiale et maintenait sa place sur un marché de niche pour les loisirs, en Europe, les motocyclettes demeuraient un moyen de transport courant pour le marché de masse, avec des ventes et des bénéfices justifiant des investissements technologiques continus. Cela changea après la Seconde Guerre mondiale, les motos d'importations britanniques plus légères, plus rapides et plus pratiques affluant aux États-Unis, le Royaume-Uni cherchant désespérément à pouvoir rembourser ses dettes de guerre en devises étrangères. Harley-Davidson et Indian furent contraints de réagir rapidement sur un nouveau marché compétitif en mutation.
Indian décida de se placer au niveau de ses concurrents, imitant le concept de moteur twin parallèle OHV choisi par les britanniques, mais les obstacles techniques se révélèrent trop importants pour que le nouveau moteur sauve l'entreprise de la faillite en 1953. Harley-Davidson choisi lui de miser sur ses propres connaissances en créant un moteur OHV à poussoir reposant sur le moteur à soupapes latérales vieux de plusieurs décennies, tout en progressant avec de nouvelles têtes OHV sur le modèle K de 1952.

## KRTT Road Racer
Cycle World testa sur route une KRTT de 1963 (ou KR-TT), à côté d'une Harley-Davidson Sprint TT racer. Ils enregistrèrent une vitesse de pointe de 229 km/h et une accélération de 0 à 97 km/h en 5,8 s. Le 1/4 de mile (402 m) était effectué en 14,1 s à 156 km/h.

## Victoires et postérité
En 1956, toutes les courses en Classe C furent remportées par une Harley-Davidson KR. À partir de 1955 jusqu'à 1969, 12 des 15 courses de championnats nationaux AMA Daytona 200 furent remportés par des KR.
Une KR de 1957 a été exposée à New York en 1999 au musée Solomon R. Guggenheim pour l'exposition The Art of the Motorcycle et une KR de 1963 était exposée au Las Vegas show. La collection Classic Bikes du Motorcycle Hall of Fame de l'AMA  comprend deux Harley-Davidson KR : un modèle de 1959 qui est la dernière moto ayant couru trois fois le AMA Grand National Champion avec Joe Leonard, et la KR750 1969 de Mert Lawwill,.